# Feked
Feked (németül: Feked vagy Schwarzfeld) egy község Baranya vármegyében, a Mohácsi járásban.

## Fekvése
A megye északkeleti részén fekszik, a Karasica-patak szelíd dombokkal övezett völgyében, ahol a Kelet-Mecsek lankái a Geresdi-dombságba simulnak.
A szomszédos települések: észak felől Ófalu, kelet felől Véménd, délkelet felől Szebény, dél felől Szűr, délnyugat felől Geresdlak, nyugat felől pedig Erdősmecske.

### Megközelítése
A település ma csak közúton közelíthető meg, Mohács és Pécsvárad, illetve az M6-os autópálya véméndi csomópontja felől egyaránt az 5606-os úton.
A 2000-es évekbeli megszüntetése előtt érintette a már használaton kívüli Pécs–Bátaszék-vasútvonal is, melynek egy megállója volt itt. Feked megállóhely a központtól jó másfél kilométerre délre helyezkedett el, közúti elérését az 5606-os útból kiágazó 56 305-ös számú mellékút tette lehetővé.

## Története
Nevét Feketh alakban egy Árpád-kori okmányban, majd az 1372-ben kelt irat szerint, a cikádori cisztercita apátság birtokai között is említik. Valószínű, hogy a török megszállás előttig mindvégig lakott település volt, azonban a törökdúlás a községet teljesen megsemmisítette.
Az újratelepítés 1702-ben vette kezdetét. A telepesek a németországi Fulda környékéről származtak, és katolikus vallásúak voltak. A lakosság egy része napjainkban is német ajkú. Az 1720-as első hivatalos népszámlálás adatai között azonban még nem szerepelt Feked: abban az időben vagy teljesen lakatlan volt, vagy még nem volt adóköteles.
A község római katolikus templomát 1756-ban építették barokk stílusban, majd 1846-ban bővítettek, 1927-ben pedig a környékét 30-féle örökzöld felhasználásával parkosították.
Az 1945 utáni kitelepítés a falu lakosságát is fájdalmasan érintette. Lakóinak száma 10 évvel ezelőtt[mikor?] még 307 fő volt. 2001-ben lakosságának 24%-a német nemzetiségűnek vallotta magát, a többiek magyarnak.

## Idegen elnevezései
Németül használják magyar nevét is, de a Schwarzfeld alakot is. Horvátul két elnevezés ismert: a marázai horvátok által használt Feketić és a lánycsóki horvátok által használt Fejket.

## Közélete

### Polgármesterei
- 1990–1994: Tillmann József (független)[5]
- 1994–1998: Tillmann József (független)[6]
- 1998–2002: Tillmann József (független)[7]
- 2002–2006: Tillmann Péter (független német kisebbségi)[8]
- 2006–2010: Tillmann Péter (független)[9]
- 2010–2014: Tillmann Péter (független)[10]
- 2014–2019: Tillmann Péter (független)[11]
- 2019–2024: Tillmann Péter (független)[12]
- 2024– : Tillmann Péter (független)[1]

## Népesség
A település népességének változása:
| Lakosok száma | 204  | 213  | 203  | 194  | 192  | 178  | 190  | 187  |
|               | 2013 | 2014 | 2015 | 2019 | 2021 | 2022 | 2023 | 2024 |

A 2011-es népszámlálás során a lakosok 92,5%-a magyarnak, 1% horvátnak, 61,8% németnek mondta magát (2% nem nyilatkozott; a kettős identitások miatt a végösszeg nagyobb lehet 100%-nál). A vallási megoszlás a következő volt: római katolikus 75,4%, református 8%, felekezeten kívüli 7,5% (9% nem nyilatkozott).
2022-ben a lakosság 84,3%-a vallotta magát magyarnak, 42,7% németnek, 0,6% cigánynak, 1,1% egyéb, nem hazai nemzetiségűnek (11,8% nem nyilatkozott; a kettős identitások miatt a végösszeg nagyobb lehet 100%-nál). Vallásuk szerint 52,8% volt római katolikus, 5,1% református, 0,6% evangélikus.

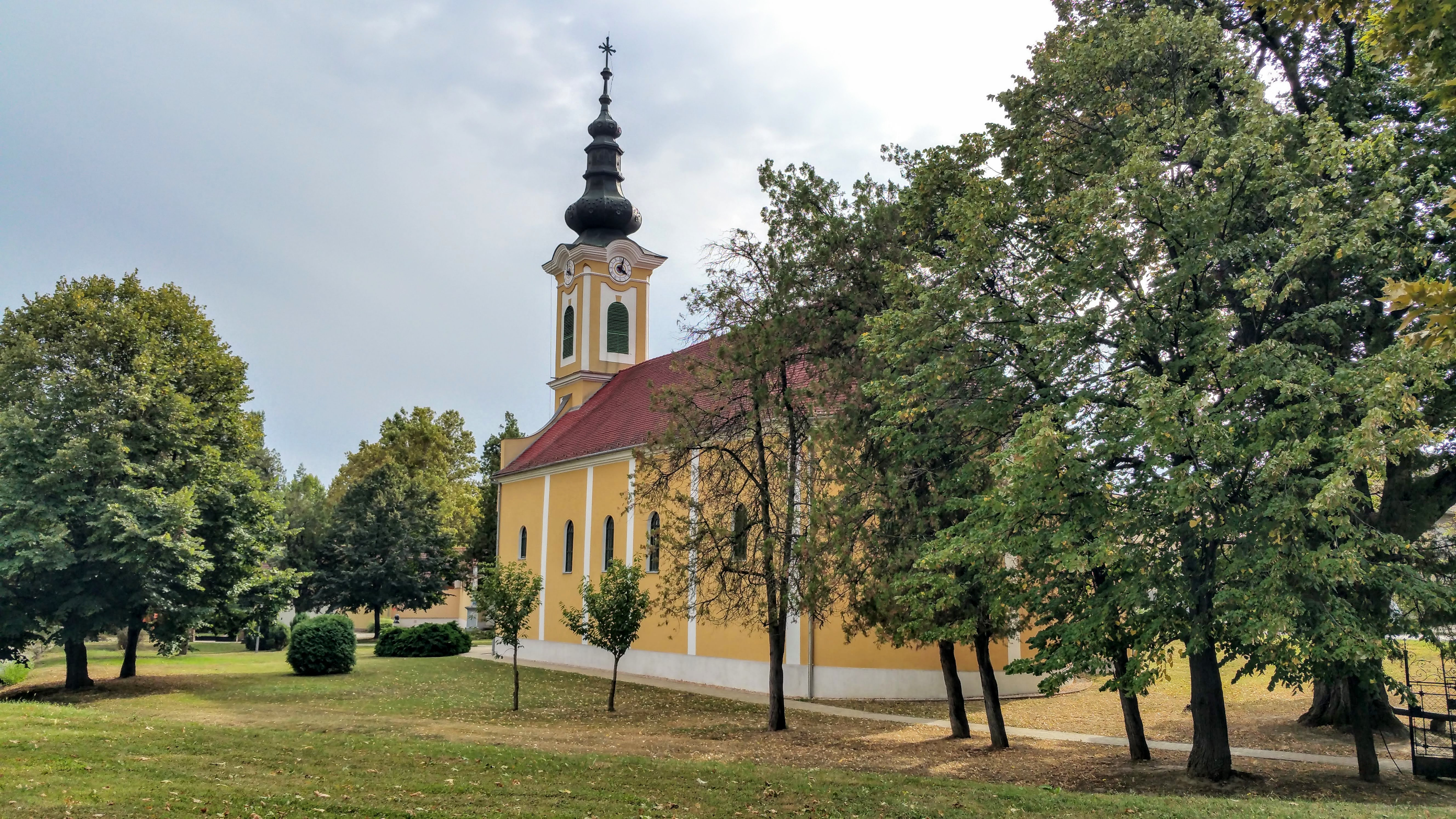
katolikus templom

## Nevezetességei
- Oltárkép a templomban
- Kálvária a temetőben
- Számos kül- és belterületi kőkereszt